# Bosarps landskommun
Bosarps landskommun var en tidigare kommun i dåvarande Malmöhus län. 

## Administrativ historik
I Bosarps socken i Frosta härad inrättades denna landskommun då 1862 års kommunalförordningar trädde i kraft på nyåret 1863. Vid storkommunreformen 1952 lades Stehags landskommun, Trollenäs landskommun och Västra Strö landskommun samman med Bosarp. År 1967 upphörde Bosarp som egen kommun då den gick upp i dåvarande Eslövs stad, sedan 1971 Eslövs kommun.
Kommunkoden var 1218.

### Kyrklig tillhörighet
I kyrkligt hänseende tillhörde kommunen Bosarps församling. Den 1 januari 1952 tillkom församlingarna Stehag, Trollenäs och Västra Strö.

## Geografi
Bosarps landskommun omfattade den 1 januari 1952 en areal av 102,52 km², varav 99,62 km² land.

### Tätorter i kommunen 1960
I Bosarps landskommun fanns tätorten Stehag, som hade 601 invånare den 1 november 1960. Tätortsgraden i kommunen var då 19,7 procent.

## Politik

### Mandatfördelning i valen 1938-1962
| 9 | 10 |

| 17 |

| 9 | 10 |

| 17 |

| 9 | 10 |

| 17 |

| 16 | 15 | 3 |  |

| 34 |

| 16 | 12 | 4 | 3 |

| 31 |

| 14 | 14 | 4 | 3 |

| 32 |

| 15 | 14 | 3 | 3 |

| 30 | 5 |